# Joaquín Espert Pérez-Caballero
Joaquín Espert Pérez-Caballero (Logronyo, 1938) és un advocat i polític riojà.
Dirigent del Partit Popular a La Rioja, ha estat diputat per aquest partit al Parlament de La Rioja de 1983 a 1995. Ocupà el càrrec de President de La Rioja de 1987 fins a 1995, quan fou desallotjat per una moció de censura.
Posteriorment ha estat escollit senador per la Rioja a les eleccions generals espanyoles de 1993 i de 1996.